# Elitserien mężczyzn w curlingu
Elitserien mężczyzn w curlingu (szw. Elitserien herrar i curling) – najwyższa klasa ligowych rozgrywek curlingowych w Szwecji. 
Pierwsza edycja miała miejsce w sezonie 1973/1974. Obecnie w lidze rywalizuje ze sobą 16 drużyn, po fazie zasadniczej 4 najlepsze awansują do fazy finałowej (szw. Slutspel), która rozgrywana jest metodą Page play-off. Zwycięzca reprezentuje Szwecję na mistrzostwach świata. 
Drużyny z miejsc 14-16 spadają do odpowiedniej dla siebie Division I. Zespoły zajmujące pozycje od 11 do 13 zmuszone są uczestniczyć w turnieju kwalifikacyjnym do przyszłego sezonu, gdzie rywalizują z drugimi zespołami Division I. Do Elitserien awansują zaś zwycięzcy Division I Mellersta, Norra i Södra. Dodatkowo awansować może zespół, który zakwalifikował do fazy finałowej mistrzostw Szwecji, a nie uczestniczył w najwyższych rozgrywkach ligowych.

## Wyniki
| Sezon     | Mistrz               | Mistrz             | Mistrz            | Mistrz              | Mistrz             | Finalista                     |
| Sezon     | Klub                 | Czwarty            | Trzeci            | Drugi               | Otwierający        | Finalista                     |
| --------- | -------------------- | ------------------ | ----------------- | ------------------- | ------------------ | ----------------------------- |
| 1973/1974 | IF Göta              | Kjell Grengmark    | Roy Berglöf       | Klas Nerman         | Ingevald Lundquist |                               |
| 1974/1975 | Härnösands CK        | Axel Kamp          | Ragnar Kamp       | Björn Rudström      | Anders Thidholm    |                               |
| 1975/1976 | IF Göta              | Erik Berglöf       | Roy Berglöf       | Lars-Erik Håkansson | Tore Jonsson       |                               |
| 1976/1977 | Amatörföreningens CK | Fredrik Lundberg   | Jan Owe-Larsson   | Carl Folke          | Mats Wallin        |                               |
| 1977/1978 | Härnösands CK        | Bertil Timan       | Anders Thidholm   | Ante Nilsson        | Hans Söderström    |                               |
| 1979/1980 | Härnösands CK        | Jan Ullsten        | Bertil Timan      | Anders Thidholm     | Ante Nilsson       |                               |
| 1980/1981 | Norrköpings CK       | Anders Eriksson    | Lars Eriksson     | Ulf Sundström       | Håkan Svernell     |                               |
| 1981/1982 | Magnus Ladulås CK    | Göran Roxin        | Björn Rudström    | Håkan Rudström      | Christer Mårtenson |                               |
| 1982/1983 | Sollefteå CK         | Stefan Hasselborg  | Mikael Hasselborg | Hans Nordin         | Lars Wernblom      |                               |
| 1983/1984 | Karlstads CK         | Per Lindeman       | Connie Östlund    | Carl von Wendt      | Bo Andersson       |                               |
| 1984/1985 | Sollefteå CK         | Stefan Hasselborg  | Mikael Hasselborg | Hans Nordin         | Lars Wernblom      |                               |
| 1985/1986 | Sollefteå CK         | Stefan Hasselborg  | Mikael Hasselborg | Hans Nordin         | Lars Wernblom      |                               |
| 1986/1987 | CK Ena               | Göran Roxin        | Claes Roxin       | Björn Roxin         | Lars-Eric Roxin    |                               |
| 1987/1988 | Karlstads CK         | Sören Grahn        | Henrik Holmberg   | Per Axelsson        | Håkan Funk         |                               |
| 1988/1989 | Frösö-Oden CK        | Thomas Norgren     | Jan-Olov Nässén   | Anders Lööf         | Mikael Ljungberg   |                               |
| 1989/1990 | Örnsköldsviks CK     | Lars-Åke Nordström | Christer Ödling   | Peder Flemström     | Peter Nenzén       |                               |
| 1990/1991 | Karlstads CK         | Dan-Ola Eriksson   | Sören Grahn       | Jonas Sjölander     | Stefan Holmén      |                               |
| 1991/1992 | Sollefteå CK         | Mikael Hasselborg  | Hans Nordin       | Lars Vågberg        | Stefan Hasselborg  |                               |
| 1992/1993 | Östersunds CK        | Peja Lindholm      | Tomas Nordin      | Magnus Swartling    | Peter Narup        |                               |
| 1993/1994 | Östersunds CK        | Jan-Olov Nässén    | Anders Lööf       | Mikael Ljungberg    | Leif Sätter        |                               |
| 1994/1995 | Östersunds CK        | Peja Lindholm      | Tomas Nordin      | Magnus Swartling    | Peter Narup        |                               |
| 1995/1996 | Sollefteå CK         | Mikael Hasselborg  | Stefan Hasselborg | Hans Nordin         | Peter Eriksson     |                               |
| 1996/1997 | Östersunds CK        | Peja Lindholm      | Tomas Nordin      | Magnus Swartling    | Peter Narup        | Marcus Feldt (Svegs CK)       |
| 1997/1998 | Östersunds CK        | Peja Lindholm      | Tomas Nordin      | Magnus Swartling    | Peter Narup        | Per Carlsén (Sundsvalls CK)   |
| 1998/1999 | Sundsvalls CK        | Per Carlsén        | Michael Norberg   | Tommy Olin          | Jan Strandlund     | Peja Lindholm (Östersunds CK) |
| 1999/2000 | Östersunds CK        | Peja Lindholm      | Tomas Nordin      | Magnus Swartling    | Peter Narup        | Marcus Feldt (Svegs CK)       |
| 2000/2001 | Östersunds CK        | Peja Lindholm      | Tomas Nordin      | Magnus Swartling    | Peter Narup        | Marcus Feldt (Svegs CK)       |
| 2001/2002 | Sundsvalls CK        | Per Carlsén        | Michael Norberg   | Tommy Olin          | Niklas Berggren    | Peja Lindholm (Östersunds CK) |
| 2002/2003 | Sundsvalls CK        | Per Carlsén        | Mikael Norberg    | Fredrik Hallström   | Rickard Hallström  | Peja Lindholm (Östersunds CK) |
| 2003/2004 | Östersunds CK        | Peja Lindholm      | Tomas Nordin      | Magnus Swartling    | Peter Narup        | Per Carlsén (Sundsvalls CK)   |
| 2004/2005 | Härnösands CK        | Eric Carlsén       | Andreas Prytz     | Daniel Prytz        | Patric Håkansson   | Peja Lindholm (Östersunds CK) |
| 2005/2006 | Sundbybergs CK       | Nils Carlsén       | Niklas Edin       | Marcus Hasselborg   | Emanuel Allberg    | Peja Lindholm (Östersunds CK) |
| 2006/2007 | Östersunds CK        | Peja Lindholm      | James Dryburgh    | Viktor Kjäll        | Anders Eriksson    | Per Carlsén (Sundsvalls CK)   |
| 2007/2008 | Stocksunds CK        | Anders Kraupp      | Peder Folke       | Björn Brandberg     | Anton Sandström    | Andreas Prytz (Härnösands CK) |
| 2008/2009 | Karlstads CK         | Niklas Edin        | Sebastian Kraupp  | Fredrik Lindberg    | Viktor Kjäll       | Anders Kraupp (Stocksund CK)  |
| 2009/2010 | Sundsvalls CK        | Per Carlsén        | Mikael Norberg    | Eric Carlsén        | Nils Carlsén       | Niklas Edin (Karlstads CK)    |
| 2010/2011 | Karlstads CK         | Niklas Edin        | Sebastian Kraupp  | Fredrik Lindberg    | Viktor Kjäll       | Oskar Eriksson (Lit CK)       |
| 2011/2012 | Karlstads CK         | Niklas Edin        | Sebastian Kraupp  | Fredrik Lindberg    | Viktor Kjäll       | Oskar Eriksson (Lit CK)       |
| 2012/2013 | Karlstads CK         | Niklas Edin        | Sebastian Kraupp  | Fredrik Lindberg    | Viktor Kjäll       | Oskar Eriksson (Lit CK)       |